# Furriel (ave)
O  furriel (Caryothraustes canadensis) é uma espécie da família Cardinalidae nativa do norte e do leste da América do Sul. Ocorre em Brasil, Colômbia, Guiana Francesa, Guiana, Panamá, Suriname e Venezuela.

## Taxonomia
Em 1760 o zoólogo francês Mathurin Jacques Brisson incluiu uma descrição do furriel em sua obra Ornithologie baseado em um espécime coletado em Caiena na Guiana Francesa. Ele usou o nome em francês Le Gros-bec de Cayenne e nome em latim Coccothraustes Cayanensis. Apesar de Brisson ter usado nomes em latim, estes não estavam de acordo com a nomenclatura binomial e não são reconhecidos pela Comissão Internacional de Nomenclatura Zoológica. Quando em 1766 o naturalista sueco Carl Linnaeus atualizou o seu Systema Naturae para a sua 12ª edição, adicionou 240 espécies que haviam sido descritas previamente por Brisson. Entre elas estava o furriel. Linnaeus incluiu uma descrição concisa, usou o nome binomial Loxia canadensis e citou o trabalho de Brisson. Linnaeus afirmou equivocadamente que esta espécie ocorria no Canadá ao invés de Caiena e usou o nome canadensis para Canadá, onde a espécie não ocorre. A espécie é atualmente colocada no gênero Caryothraustes, que foi criado pelo naturalista alemão Ludwig Reichenbach em 1850. São reconhecidas quatro subespécies.

## Distribuição e habitat
Pode ser encontrado em Brasil, Colômbia, Guiana Francesa, Guiana, Panamá, Suriname e Venezuela. Seu habitat natural é a floresta tropical e subtropical úmida e áreas fortemente degradadas onde havia floresta anteriormente. Vive no estrato médio e no dossel de florestas tropicais e em plantações e pomares maduros adjacentes.

## Descrição
Mede 17 cm de comprimento. A plumagem tem uma intensa coloração amarela com uma máscara preta e as asas e a cauda são verde-oliva.

## Alimentação
Alimenta-se de frutos que busca em pares ou em bandos de até 20 indivíduos.